# Lotodes striatum
Lotodes striatum là một loài thực vật có hoa trong họ Đậu. Loài này được (Thunb.) Kuntze mô tả khoa học đầu tiên năm 1891.